# Alberico Crescitelli
Sveti Alberik (Alberico) Crescitelli (kin. 郭锡德 ), talijanski katolički svećenik, misionar u Kini i mučenik, žrtva Boksačkog ustanka.
Rođen je kao četvrto od desetero djece u obitelji gradskog ljekarnika Beniamina i majke Dagne Bruno. Dna 8. studenog 1880. napušta rodnu Altavilu Irpinu i odlazi u Rim, gdje je primljen na Sjemeništu svetih apostola Petra i Pavla. Nakon sjemeništa, sedam je godina studirao na Gregoriani i Papinskom sveučilištu sv. Križa. U Bazilici sv. Ivana na Lateranu zaređen je 4. lipnja 1887. za svećenika, a mladu misu slavio je sljedećeg dana, na svetkovinu Presvetog Trojstva. Od pape Lava XIII. prima misijski križ te 2. travnja 1888. napušta Rim i u Marseilleu se ukrcava na parobrod »Sind« kojim otplovi u Kinu. Nakon 36 dana na moru brod je pristao u Shanghaiu, otkud je Alberik 18. kolovoza 1888. stigao u Siaochai. Oblačio se poput Kineza i naviještao evanđelje na kineskom, koji je vremenom svladao. Uvečer 20. srpnja 1900., skupina je ljudi, potaknuta protukršćanskim odredbama cara Kuang-Hsua i carice Ztu-Hsi (a koje su nalagale progone kršćana i paljenje crkava), napala Alberika noževima i sjekirama. Nakon što je pretučen, vezanih ruku i nogu obješen je na bambusovu granu te je naposljetku mučen u klaonici.
Postupak kanonizacije započet je u Kini, u ožujku 1910. Papa Pio XII. proglasio ga je blaženim 1951., a za Velikog jubileja kršćanstva 2000., zajedno sa 119 drugih Kineskih mučenika, na čast svetosti uzdiže ga Ivan Pavao II.